# Deutsche Handballmeisterschaft 1958
Die Deutsche Handballmeisterschaft 1958 war die neunte vom DHB ausgerichtete Endrunde um die Deutsche Meisterschaft im Hallenhandball der Männer. Die Gruppenphase der Vorrunde wurde am 22. März in Sankt Ingbert, die Finalrunde am 23. März in Haßloch ausgespielt.
Neuer Titelträger wurde zum dritten Mal nach den Endrunden 1954 und 1955 der TC Frisch Auf Göppingen. Frisch Auf besiegte im Finale den Berliner SV 1892 mit 8:5.
Die Mannschaft legte damit den Grundstein für die Erfolgsgeschichte des Vereins in den kommenden Jahren: Frisch Auf stellte mit vier Meisterschaften in Serie zwischen 1958 und 1961 den Rekord des SV Polizei Hamburg ein, hinzu kam ein weiterer Titelgewinn 1965. Mit insgesamt sieben Meistertiteln wurde Frisch Auf Göppingen die erfolgreichste Mannschaft im deutschen Hallenhandball vor Einführung der Bundesliga zur Saison 1966/67.

## Modus
Teilnahmeberechtigt an der Endrunde waren die Meister der fünf Regionalverbände sowie der Vizemeister des gastgebenden Verbandes, in diesem Jahr des Südwestdeutschen Handballverbands. In zwei Vorrundengruppen qualifizierten sich die jeweils ersten beiden Mannschaften für das Halbfinale, die jeweils Gruppenletzten spielten um Platz fünf.
In der Vorrundengruppe A spielten der TC Frisch Auf Göppingen (Regionalverbandsmeister Süd), die TSG Haßloch (Regionalverbandsmeister Südwest) und der SV Westerholt (Regionalverbandsmeister West).
In der anderen Gruppe trafen der VfL Wolfsburg (Regionalverbandsmeister Nord), der Berliner SV 1892 (Regional-/Landesverbandsmeister Berlin) und der SV Darmstadt 98 (Vizemeister Regionalverband Südwest) aufeinander.
Die Spieldauer betrug 2 × 20 Minuten; bei Gleichstand nach regulärer Spielzeit war eine Verlängerung von 2 × 5 Minuten vorgesehen.

## Turnierverlauf
„Es war ein Sieg der Technik, der Taktik und der Nerven“ resümierte der damalige Bundestrainer Werner Vick den Turnierverlauf. Frisch Auf schien körperlich den anderen Spitzenmannschaften zwar unterlegen, spielte aber auch ohne die Erfolgsgaranten der letzten Jahre – Horst Singer hatte den Verein gewechselt, Bernhard Kempa war ‚nur noch‘ Trainer der Göppinger – den erfolgreicheren Handball, die „Kempa-Buben“ hatten zudem in allen vier Spielen die Nervenstärke, in den jeweils letzten Minuten die entscheidenden Treffer zu setzen. Und das notwendige Glück kam dazu: Im Finale knallte mit dem Schlusspfiff der regulären Spielzeit der letzte Wurf der Berliner nur an den Pfosten des Göppinger Tores.

### Vorrunde
Vorrundenspiele Gruppe A, 22. März 1958
TC Frisch Auf Göppingen – TSG Haßloch: 5:5
TC Frisch Auf Göppingen – SV Westerholt: 8:7
SV Westerholt – TSG Haßloch: 11:10
|    | Abschlusstabelle Gruppe A | Sp. | S | U | N | Tore  | Diff. | Punkte |
| -- | ------------------------- | --- | - | - | - | ----- | ----- | ------ |
| 1. | TC Frisch Auf Göppingen   | 2   | 1 | 1 | 0 | 13:12 | +1    | 3:1    |
| 2. | SV Westerholt             | 2   | 1 | 0 | 1 | 18:18 | +/−0  | 2:2    |
| 3. | TSG Haßloch               | 2   | 0 | 1 | 1 | 15:16 | −1    | 1:3    |

Vorrundenspiele Gruppe B, 22. März 1958
VfL Wolfsburg – SV Darmstadt 98: 8:2
Berliner SV 1892 – VfL Wolfsburg: 5:3
Berliner SV 1892 – SV Darmstadt 98: 12:8
|    | Abschlusstabelle Gruppe B | Sp. | S | U | N | Tore  | Diff. | Punkte |
| -- | ------------------------- | --- | - | - | - | ----- | ----- | ------ |
| 1. | Berliner SV 1892          | 2   | 2 | 0 | 0 | 17:11 | +6    | 4:0    |
| 2. | VfL Wolfsburg             | 2   | 1 | 0 | 1 | 11:7  | +4    | 2:2    |
| 3. | SV Darmstadt 98           | 2   | 0 | 0 | 2 | 10:20 | −10   | 0:4    |

### Finalrunde
Halbfinale, 23. März
TC Frisch Auf Göppingen – VfL Wolfsburg: 5:3
Berliner SV 1892 – SV Westerholt: 10:6
Spiel um Platz fünf, 23. März
TSG Haßloch – SV Darmstadt 98: 12:5
Spiel um Platz drei, 23. März
SV Westerholt – VfL Wolfsburg: 14:9
Finale, 23. März
TC Frisch Auf Göppingen – Berliner SV 1892: 8:5 nach Verlängerung (5:5; Halbzeit: 3:4)